# Kallikratidas
Kallikratidas (altgriechisch Καλλικρατίδας Kallikratídas; † 406 v. Chr.) war ein spartanischer Flottenführer im Peloponnesischen Krieg.
Er wurde 406 v. Chr. als Nachfolger Lysanders zum Befehlshaber der spartanischen Flotte (nauarchos) ernannt. Nachdem er seine Autorität sichergestellt hatte, vereinigte er die Flotte in Milet und suchte eine Entscheidungsschlacht mit den Athenern. Er drohte dem athenischen Flottenkommandanten Konon, er werde seine Liaison mit Poseidon beenden, und als dieser sich reizen ließ, gelang es Kallikratidas tatsächlich, ihn mit dem Gros der athenischen Flotte bei Lesbos in den Hafen von Mytilene zu jagen und dort von Lande und zur See einzuschließen. Als die Athener eine Entsatzflotte schickten, ließ Kallikratidas diese trotz zahlenmäßiger Unterlegenheit angreifen. Die Peloponnesier erlitten in der folgenden Schlacht bei den Arginusen eine schwere Niederlage, in der auch Kallikratidas zu Tode kam.
Kallikratidas wird als typischer Lakonier geschildert: ohne feine Sitten im Umgang mit Menschen, persönlich anspruchslos, unbestechlich, tapfer, seine Meinung geradeheraus vertretend. Aufgrund dieser Eigenschaften hatte er Probleme mit den Kriegsverbündeten, die lieber den geschmeidigeren Lysander als Flottenbefehlshaber gesehen hätten. Auch bei dem persischen Prinzen Kyros, von dessen Geldzahlungen die Flotte abhing, hatte er einen schweren Stand. Als ihm eine Audienz bei jenem verweigert wurde, da der Prinz beim „Trinken“ sei, soll er gesagt haben: „Wohlan, so warte ich, bis er seinen Becher geleert hat.“ Kallikratidas, der gegen das Bündnis mit den Persern war, versuchte die persischen Zahlungen durch solche der Stadt Milet zu ersetzen, wo das Hauptquartier seiner Flotte lag.
Hauptquellen für Kallikratidas’ Leben sind Xenophon (Hellenika 1,6,1–33) und Diodor (Historische Bibliothek 13,70–79 und 97–99).